# Тончі Стіпанович
Тончі Стіпанович (хорв. Tonči Stipanović, нар. 13 червня 1986, Спліт, Хорватія) — хорватський яхтсмен, срібний призер Олімпійських ігор 2016 та 2020 року.

## Виступи на Олімпіадах
| Олімпіада           | Дисципліна | Місце |
| ------------------- | ---------- | ----- |
| Лондон 2012         | Лазер      | 4     |
| Ріо-де-Жанейро 2016 | Лазер      | 2     |
| Токіо 2021          | Лазер      | 2     |

## Зовнішні посилання
- Тончі Стіпанович — олімпійська статистика на сайті Sports-Reference.com (англ.) (архівна версія)

1. ↑  Dvostruki srebrni olimpijac Tonči Stipanović uvršten u Top 10 'laseraša' svih vremena — Олімпійський комітет Хорватії, 2023.